# محبوب جمعه
محبوب جمعه (عربی:محبوب جمعة مبارک) (انگلیسی: Mahboub Juma'a؛ زادهٔ ۱۷ سپتامبر ۱۹۵۵) بازیکن سابق فوتبال اهل کویت است.
وی عضو تیم ملی فوتبال کویت در جام جهانی فوتبال ۱۹۸۲ بوده است.